# Гусарівка (Коростенський район)
Гуса́рівка (до 1954 року — хутір Гусарів) — село в Україні, у Гладковицькій сільській територіальній громаді Коростенського району Житомирської області. Населення становить 13 осіб (2001).

## Історія
У 1906 році Гусарів, хутір Гладковицької волості Овруцького повіту Волинської губернії. Відстань від повітового міста 17 верст, від волості 12. Дворів 3, мешканців 19.
12 червня 2020 року, відповідно до розпорядження Кабінету Міністрів України № 711-р «Про визначення адміністративних центрів та затвердження територій територіальних громад Житомирської області», територію та населені пункти Гладковицької сільської ради Овруцького району включено до складу Гладковицької сільської територіальної громади Коростенського району Житомирської області.

## Населення

### Мова
Розподіл населення за рідною мовою за даними перепису 2001 року:
| Мова       | Кількість | Відсоток |
| ---------- | --------- | -------- |
| українська | 11        | 84.62%   |
| російська  | 2         | 15.38%   |
| Усього     | 13        | 100%     |